# Kurovice
Kurovice (en allemand : Kurowitz) est une commune du district de Kroměříž, dans la région de Zlín, en Tchéquie. Sa population s'élevait à 265 habitants en 2025.

## Géographie
Kurovice se trouve à 9 km à l'ouest de Kroměříž, à 13 km au nord-ouest de Zlín et à 239 km au sud-est de Prague.
La commune est limitée par Hulín à l'ouest et au nord, par Ludslavice et Míškovice à l'est et par Tlumačov au sud.

## Histoire
La première mention écrite du village date de 1276.

## Transports
Par la route, Kurovice se trouve à 13 km de Kroměříž, à 18 km de Zlín, à 76 km de Brno et à 282 km de Prague.

## Source
- (cs) Cet article est partiellement ou en totalité issu de l’article de Wikipédia en tchèque intitulé « Kurovice » (voir la liste des auteurs).